# Kōsuke Taketomi
Kōsuke Taketomi (jap. 武富 孝介 Taketomi Kōsuke; ur. 23 września 1990) – japoński piłkarz występujący na pozycji pomocnika. Obecnie występuje w Kashiwa Reysol.

## Kariera klubowa
Od 2009 roku występował w klubach Kashiwa Reysol, Roasso Kumamoto i Shonan Bellmare.